# Khô miệng
Khô miệng, (Xexerostomia) là sự khô bên trong miệng, có thể liên quan đến sự thay đổi thành phần của nước bọt, hoặc giảm lưu lượng nước bọt hoặc không có nguyên nhân xác định.
Triệu chứng này rất phổ biến và thường được xem là tác dụng phụ của nhiều loại thuốc. Nó phổ biến hơn ở những người lớn tuổi (chủ yếu là do nhóm này có xu hướng dùng một số loại thuốc) và ở những người thở bằng miệng. Mất nước, xạ trị liên quan đến tuyến nước bọt, hóa trị và một số bệnh có thể gây ra tình trạng ứ nước hoặc thay đổi tính nhất quán nước bọt và do đó là một nguồn gốc gây khô miệng. Đôi khi khô miệng không có nguyên nhân xác định, và có thể có một lý do gây tâm lý để phàn nàn về khô miệng.

## Định nghĩa

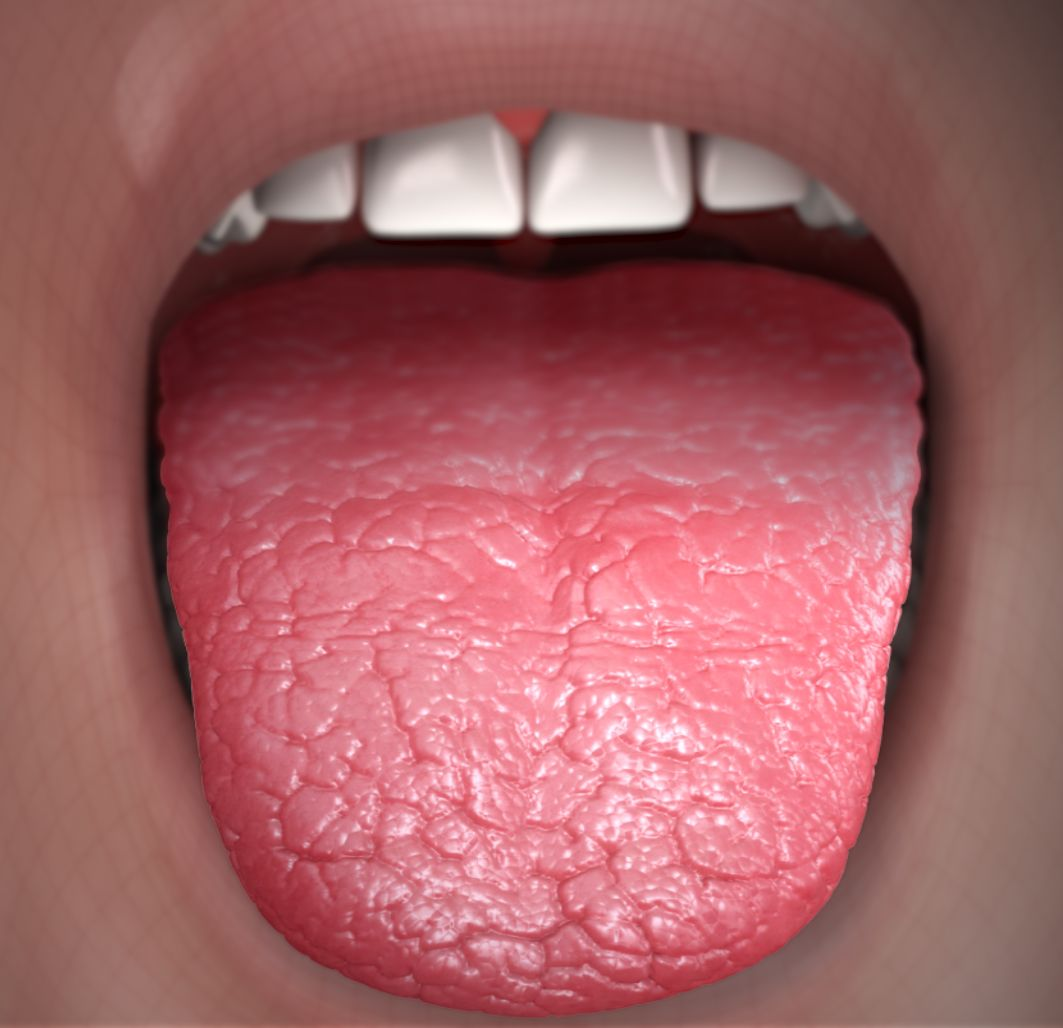
Hoạt hình y tế 3D vẫn cho thấy chức năng của tuyến nước bọt giảm hoặc không đủ.

Xerostomia là cảm giác chủ quan của khô miệng, thường (nhưng không phải luôn luôn) liên quan đến sự suy giảm của tuyến nước bọt. Thuật ngữ này có nguồn gốc từ các từ Hy Lạp (xeros) có nghĩa là "khô" và στόμα (stoma) có nghĩa là "miệng". Một loại thuốc hoặc chất làm tăng tốc độ dòng nước bọt được gọi là sialogogue.
Hyposalivation là một chẩn đoán lâm sàng được thực hiện dựa trên lịch sử và kiểm tra, nhưng tốc độ dòng nước bọt giảm đã được đưa ra các định nghĩa khách quan. Suy giảm tuyến nước bọt đã được định nghĩa là bất kỳ sự giảm thiểu khách quan nào về tốc độ dòng chảy toàn bộ và/hoặc từng tuyến. Tốc độ dòng nước bọt toàn phần chưa được kích thích ở một người bình thường là 0,3-0,4 ml mỗi phút, và dưới 0,1 ml mỗi phút là bất thường đáng kể. Tốc độ dòng nước bọt kích thích dưới 0,5 ml mỗi tuyến trong 5   phút hoặc ít hơn 1 ml mỗi tuyến trong 10   phút giảm  Thuật ngữ xerostomia chủ quan đôi khi được sử dụng để mô tả các triệu chứng trong trường hợp không có bất kỳ bằng chứng lâm sàng nào về khô. Xerostomia cũng có thể là kết quả của sự thay đổi thành phần của nước bọt (từ huyết thanh sang chất nhầy). Rối loạn chức năng tuyến nước bọt là một thuật ngữ ô cho sự hiện diện của xerostomia hoặc suy giảm tuyến nước bọt.